# Phidippus zebrinus
Phidippus zebrinus är en spindelart som beskrevs av Cândido Firmino de Mello-Leitão 1945. 
Phidippus zebrinus ingår i släktet Phidippus och familjen hoppspindlar. Inga underarter finns listade i Catalogue of Life.